# Pseudo Jacopino di Francesco

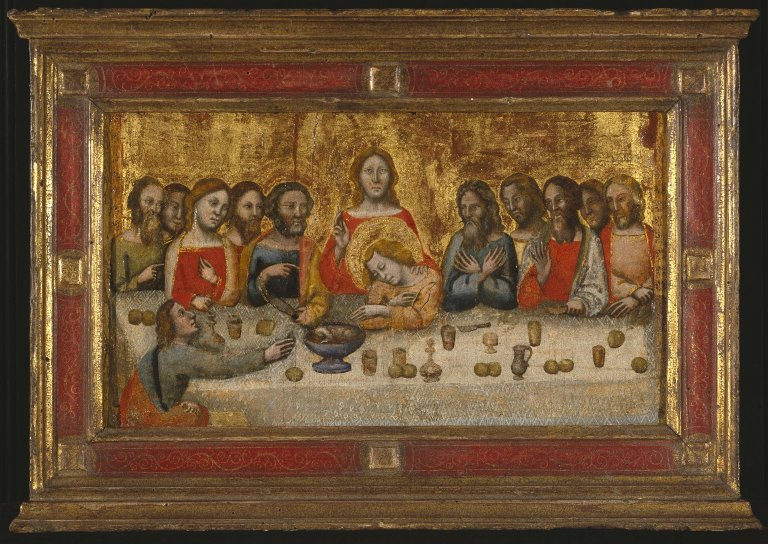
La Cène, Brooklyn Museum.

Pseudo Jacopino di Francesco voire complété de Bavosi (Bologne, v. 1320 - 1383) est un peintre italien anonyme ou un groupe de peintres du XIVe siècle du Gothique international  actifs dans les régions de la plaine du Pô, Mantoue et Vérone. 

## Biographie

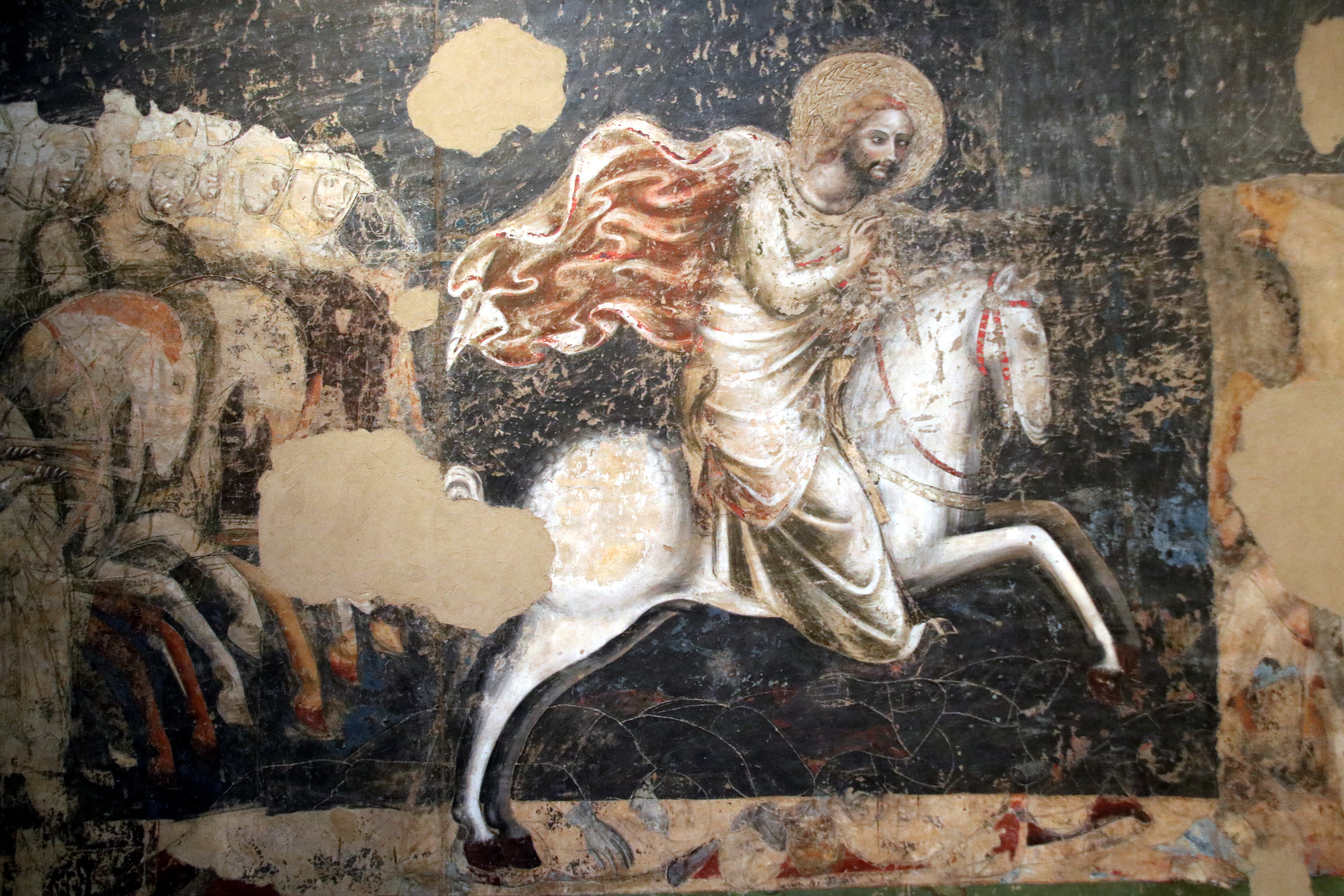
Saint Jacques à la bataille de Clavijo, v. 1315-1320.

Jacopino di Francesco, qui fut actif de 1360 à 1383, est un artiste bien documenté dont le travail n'a pas été identifié de façon certaine. 
En 1365, Jacopino et son fils Pietro, qui fut aussi peintre (1365-1383), travaillaient comme collaborateurs d'Andrea da Bologna sur les fresques du palais Visconti à Pavie. 
Les historiens d'art ont tenté d'identifier Jacopino avec le « Jacobus »  un collaborateur de Simone dei Crocifissi, qui a peint et signé les fresques  de La Circoncision, de L'Adoration des mages et de La Présentation au Temple de l'église Santa Apollonia, Mezzaratta (v. 1360).
Des recherches récentes laissent supposer que les peintures attribuées à ce maître appartiendraient à la génération de Vitale da Bologna ; la lecture de la date 1333 au revers du triptyque du musée du Louvre appartenant à la même époque a confirmé sa datation. Il s'agirait donc d'un peintre de premier plan, qui avec Vitale aurait contribué à la naissance au XIVe siècle de l'école de peinture de Bologne.
L'impossibilité actuelle de rapprocher le groupe d'œuvres non signées d'un quelconque document ont conduit l'historien d'art Roberto Longhi à les répertorier sous le nom de Jacopino di Francesco. Autour de Jacopino di Francesco, peintre connu par les documents bolognais et actif entre 1360 et 1385, une série d'œuvres du XIVe siècle à Bologne a été rassemblée, basée sur les recherches de Carlo Gamba et Filippo Rossi. Plus tard, pour plus de prudence, ils les sont associés au nom de « Pseudo-Jacopino », car il est visible que l'auteur appartient à une génération antérieure et est un contemporain de Vitale da Bologna. À certains égards, il est même en avance sur Vitale.
Récemment, après avoir antidaté de nombreuses œuvres de l'environnement bolonais, qui ont eu lieu à la suite d'une analyse plus précise du patrimoine de la ville, de la présence artistique et des relations entre les protagonistes de Pavie, Vérone et Rimini avec ceux de Bologne dans la première moitié du XIVe siècle, certains érudits ont proposé d'éclaircir le catalogue du Pseudo-Jacopino, qui, selon ce qui a été dit, serait l'auteur d'un nombre excessif d'œuvres dans un laps de temps relativement court (de 1320 à 1340 env.). Il a donc été proposé d'attribuer une partie des œuvres à un deuxième artiste, également totalement anonyme, de tempérament similaire et de formation sensiblement identique, mais avec une expressivité plus populaire et grossière, plus encline au détail pittoresque et riche en archaïsmes techniques et compositionnels. Les polyptyques de la Pinacothèque nationale de Bologne lui sont attribués.
En tout cas, quelle que soit la solution possible au problème, le Pseudo Jacopino di Francesco était un protagoniste de l'école bolognaise et l'un des principaux diffuseurs de cette langue bolognaise dans la vallée du Pô.

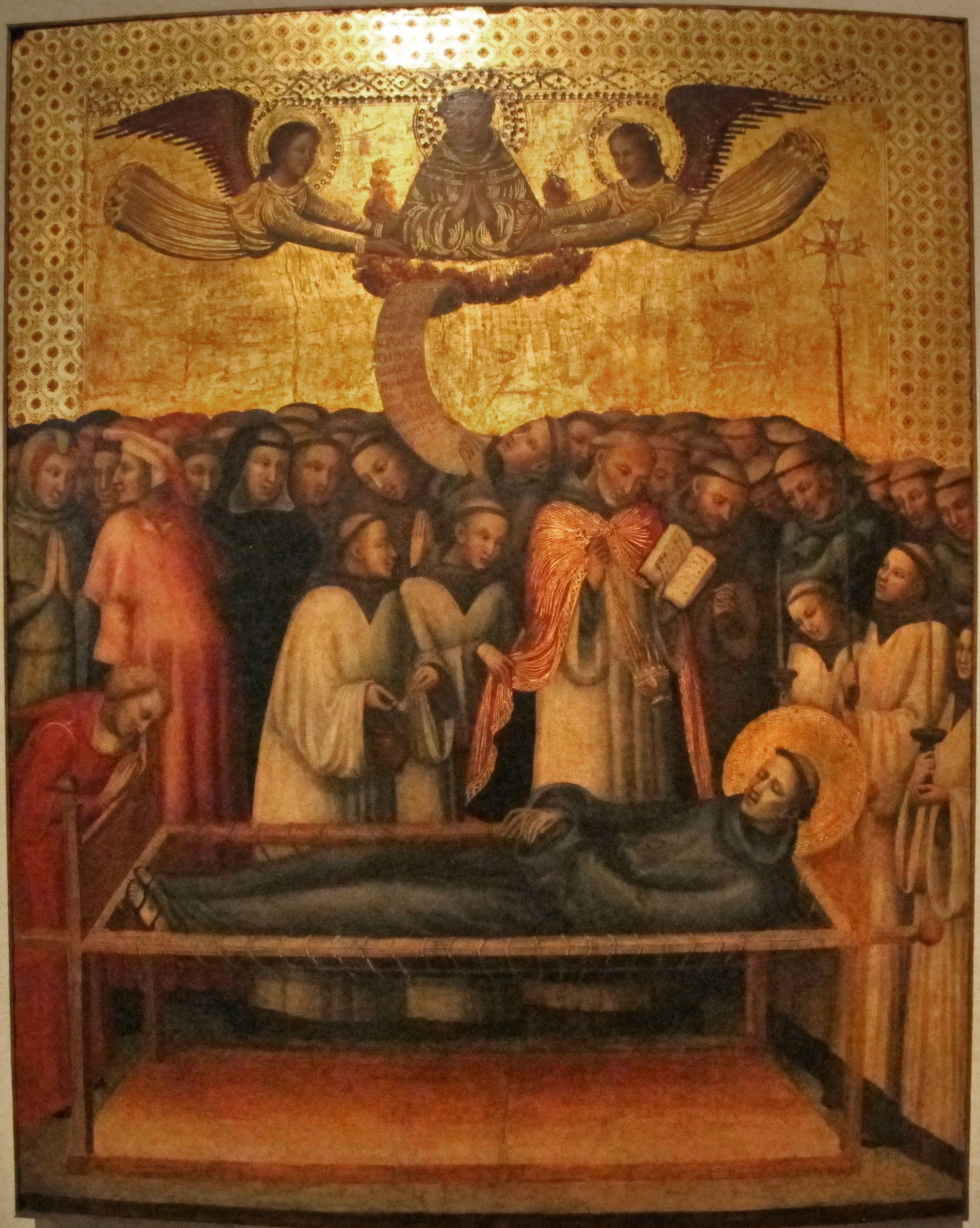
Les Funérailles de saint François.

## Œuvres
Le catalogue des œuvres de cet auteur anonyme reste celui établi par Longhi. Le premier tableau attribué au Pseudo Jacopino, qui remonte à la troisième décennie du XIVe siècle, est le Couronnement de la Vierge, conservé à la Pinacothèque nationale de Bologne, qui montre l'admiration initiale pour l'école de Rimini et pour Pietro da Rimini en particulier. La grande fresque de l'église San Giacomo Maggiore de Bologne avec San Giacomo Maggiore à la bataille de Clavijo, également à la Pinacothèque nationale de Bologne ; trois tablettes avec des Histoires du Christ et deux avec des Histoires de Sainte Catherine, au musée de Raleigh ; la Crucifixion d'Avignon au Petit Palais de Paris, qui montre encore des relations profondes avec Pietro da Rimini ; les Funérailles de saint François à Rome, dans une collection privée, et le polyptyque de San Domenico avec le couronnement de la Vierge, les saints et la crucifixion, à la Pinacothèque nationale de Bologne, sont d'autres peintures de cette période.
Par la suite, la peinture du Pseudo Jacopino devient plus incisive, tout comme le caractère du bolognais, et son langage pictural devient plus dramatique et violent. En témoignent des œuvres telles que la Crucifixion de l'église San Giovanni in Monte de Bologne et les deux polyptyques de Santa Maria Nuova, aujourd'hui conservés à la Pinacothèque nationale de Bologne.
- Les Funérailles de saint François, Pinacothèque Vaticane, Rome.
- Couronnement de la Vierge, Pinacothèque nationale de Bologne.
- Crucifixion, Musée du Petit Palais (Avignon), Notice no 000PE012570, sur la plateforme ouverte du patrimoine, base Joconde, ministère français de la Culture
- Saint Jacques à la bataille de Clavijo, fresque (contestée) provenant de l'église San Giacomo, exposée à la Pinacothèque nationale de Bologne.
- Crucifixion, église San Giovanni in Monte, Bologne.
- Crucifixion, Museum of Art, collection Johnson, Philadelphie.
- Couronnement de la Vierge avec des saints et  Crucifixion, polyptyques provenant de l'église San Domenico, exposés à la Pinacothèque nationale de Bologne.
- Dormition de la Vierge, polyptyque avec 8 scènes de la Vie du Christ et de saint Grégoire et Présentation au Temple avec des saints et Pietà, provenant de l'église Santa Maria Nuova, exposés à la Pinacothèque nationale de Bologne.
- Baptême du Christ, la Vierge à l'Enfant avec quatre saints, la Vierge à l'Enfant avec saint Gothard, fresques à Santa Anastasia, Vérone.
- La Cène, Brooklyn Museum, New York.